# Armistead Burt
Armistead Burt (Edgefield, 13 de noviembre de 1802-30 de octubre de 1883) fue un abogado y político estadounidense que se desempeñó como miembro demócrata en la Cámara de Representantes de los Estados Unidos y en la Cámara de Representantes de Carolina del Sur.

## Biografía

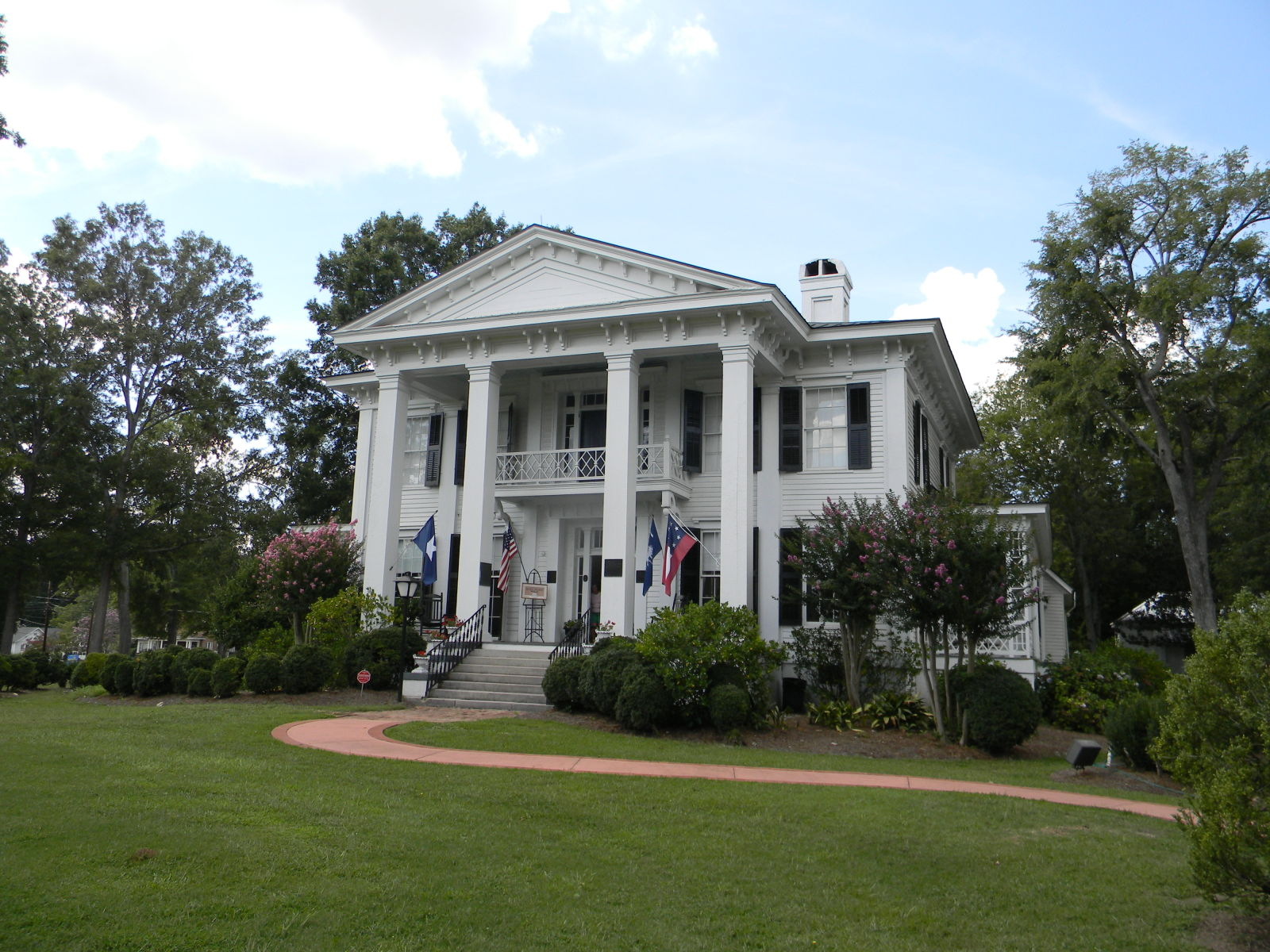
La Casa de Armistead Burt en Abbeville.

Nació en Clouds Creek, cerca de Edgefield, condado de Edgefield, Carolina del Sur y posteriormente se mudó con sus padres a Pendleton, Carolina del Sur. Uno de sus hermanos fue el futuro oficial de la Guerra de Secesión, Erasmus Burt. Concluyó sus estudios preparatorios y estudió derecho. Fue admitido en el colegio de abogados en 1823 y ejerció en Pendleton. Se mudó a Abbeville, Carolina del Sur, en 1828 y continuó ejerciendo la abogacía. También se dedicó a actividades agrícolas. Se desempeñó como miembro de la Cámara de Representantes de Carolina del Sur de 1834 a 1835 y de 1838 a 1841.
Fue elegido demócrata para el vigésimo octavo y los cuatro congresos sucesivos. Se desempeñó como presidente del Comité de Asuntos Militares. De igual forma se desempeñó como portavoz pro tempore de la Cámara de Representantes durante la ausencia del portavoz Winthrop en 1848. No fue candidato a la nueva designación en 1852. Reanudó el ejercicio de la abogacía en Abbeville. Se desempeñó como delegado de la Convención Nacional Demócrata en 1868. Falleció en 1883 y fue enterrado en el cementerio episcopal.